# Zalakaros
Zalakaros est une ville et une commune du comitat de Zala en Hongrie. C'est une ville d'eaux.